# Calle Luis Gómez Carreño (Talcahuano)
La calle Luis Gómez Carreño es una arteria vial de la ciudad de Talcahuano en Chile. Lleva su nombre en honor al Comandante en Jefe de la Escuadra, Director de la Escuela Naval y Ministro de Guerra y Marina chileno Luis Gómez Carreño.
La calle Luis Gómez Carreño concentra parte del tráfico local del sector de Las Salinas, Cruz del Sur, Los Cóndores Oriente y Vegas de Los Perales. En esta calle se ubica una parte importante del comercio de estos sectores.

## Historia
Esta es una calle de servicio que se ha ido pavimentando conforme ha crecido el tráfico local del sector Las Salinas, Cruz del Sur, Los Cóndores Oriente y Perales.

## Ubicación
La calle se origina en el cruce de la Avenida Cristóbal Colón con Avenida Vasco Núñez de Balboa, como calle de servicio con dos carriles al oriente de la avenida Cristóbal Colón, separada de ésta por otro bandejón. Este tramo ha sido pavimentado y completada su red de agua lluvia, durante el primer semestre de 2007, terminando así la totalidad de esta arteria.
En el sector del cruce de Las Higueras (Avenida Desiderio García), nace de esta calle la Avenida Iquique. Más al sur se encuentra la entrada al sector Cruz del Sur (Calle Juan Guillermo Sosa S., antigua Calle 2) y un poco más al sur pasa por Los Cóndores, y bajo el Paso Peatonal homónimo que conecta a estación Los Cóndores, y a la continuación de este sector al otro lado de la línea férrea.

## Prolongaciones
- Hacia el Sur (de modo penpendicular):
  - Avenida Cristóbal Colón (Mediante el enlace de Perales)

## Puntos relevantes
Dentro de su trazado, la Calle Luis Gómez Carreño pasa por los siguientes puntos relevantes dentro de la intercomuna:
- Avenida Vasco Núñez de Balboa
- Avenida iquique
- Autofrance, Venta de autos usados
- Avenida Almirante Francisco Nef
- Colegio Santa Bernardita
- Super Bodega Acuenta
- Supermercado Unimarc
- Sector Cruz del Sur
- Sector Los Cóndores Oriente
- Casa Daniela Grob
- Sector Vega de Los Perales
- Gimnasio Rey Balón
- Nudo Perales

- Datos: Q5740598